# Heidi Deneys

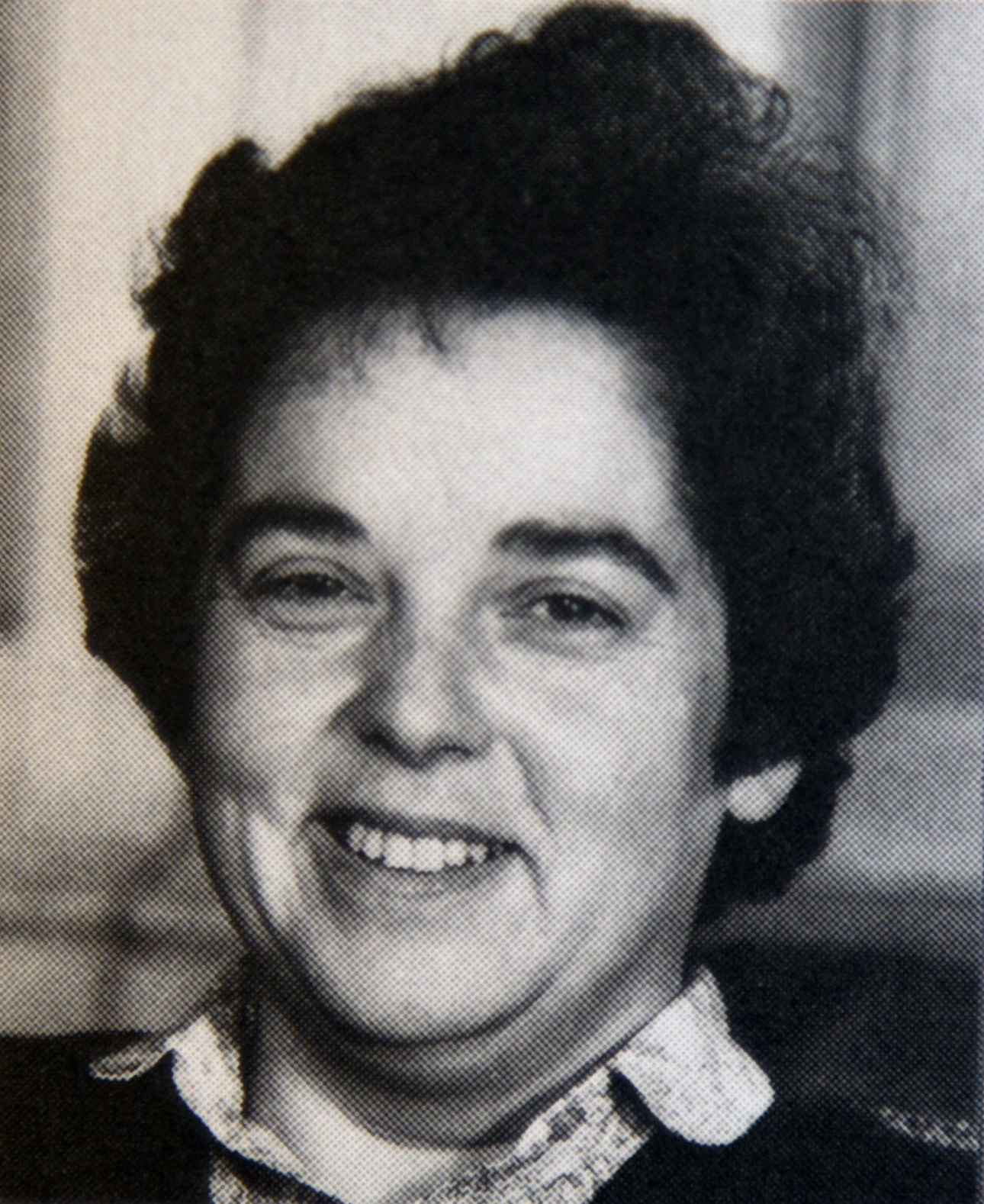
Heidi Deneys

Heidi Deneys-Oppliger (* 25. Mai 1937 in Saint-Imier; † 21. November 2014 in La Chaux-de-Fonds; heimatberechtigt in Röthenbach im Emmental) war eine Schweizer Politikerin (SP), Neuenburger Nationalrätin und schweizweit erste Präsidentin einer Kantonalpartei.

## Leben und Wirken
Heidi Oppliger, Tochter des Landwirts Paul Oppliger und der Schneiderin Louise geborene Tanner, verbrachte ihre Schulzeit auf dem Mont-Soleil sowie in Saint-Imier und schloss sie 1957 mit einer Handelsmatura in Neuenburg ab. Nachdem Oppliger 1959 an der Universität Neuenburg das Lizenziat in Sozialwissenschaften erworben hatte, unterrichtete sie 1960–1961 in Saint-Imier an der Sekundarschule sowie 1961–1964 in Tunesien und im Niger. Ihr Aufenthalt in Afrika erfolgte aufgrund der Bizerte-Krise vom Sommer 1961, einer kriegerischen Auseinandersetzung zwischen Frankreich und Tunesien, als französischsprachige Lehrpersonen nichtfranzösischer Herkunft in Nordafrika gesucht waren. Ab 1965 erteilte sie an der Sekundarschule in La Chaux-de-Fonds Geografie- und Staatskundeunterricht. Aus ihrer Ehe mit Walter Deneys, einem Lehrer aus Belgien, den sie in Tunesien kennengelernt hatte, stammten zwei Kinder. 1967 liess sich das Paar scheiden.
Von Jugend an war Deneys von ihrer Mutter für Frauenfragen und -rechte sensibilisiert worden. 1959 schloss sie sich der Neuenburger Bewegung Nouvelle gauche socialiste an, die einen demokratischen Sozialismus anstrebte, aber nur 1958–1963 Bestand hatte. Hier lernte sie René Meylan, Raymond Spyra und Pierre Dubois kennen. 1969 trat sie der Neuenburger Sozialdemokratischen Partei (SP) bei und präsidierte diese 1972–1976, womit sie als erste Frau einer kantonalen Partei vorstand. Auf nationaler Ebene arbeitete Deneys 1986–1990 als Vizepräsidentin mit Helmut Hubacher und 1990–1997 als Westschweizer Zentralsekretärin mit Peter Bodenmann zusammen. 1972–1976 und 1988–1990 wirkte sie als Generalrätin in La Chaux-de-Fonds (Legislative), 1973–1981 und 1989–2001 als Neuenburger Grossrätin sowie 1977–1987 als Nationalrätin. Im Bundesparlament präsidierte Deneys die Kommission für Gesundheit und Umwelt sowie die Geschäftsprüfungskommission und war Mitglied der Militärkommission, der Petitionskommission, der Kommission für Wissenschaft und Forschung sowie der Kommission für die Revision des Eherechts. Sie engagierte sich für die Einführung des Zivildienstes, die Senkung der Militärausgaben, die Finanzierung der Forschung, die Gleichstellung von Mann und Frau und das Recht auf Abtreibung. Ausserdem befasste sie sich mit Wirtschaftsfragen wie der Unterstützung von Innovationen für kleine und mittlere Unternehmen oder der Förderung von Randregionen.
Ferner gehörte Deneys in derselben Zeit wie Eva Segmüller und Lili Nabholz-Haidegger der Expertenkommission für Humangenetik an und präsidierte das kantonale Aufsichtsgremium der Psychiatrischen Klinik in Perreux. Weiter setzte sie sich für die Interessen der Rentner sowie älteren Menschen ein, und zwar 1994–2006 als Vizepräsidentin des Stiftungsrats der Pro Senectute, 2003–2012 als Präsidentin der Neuenburger Sektion des Vereins zur Verteidigung der Rechte der Rentner (Avivo) und 2004–2006 zusammen mit Angeline Fankhauser als Co-Präsidentin von dessen Dachorganisation Vereinigung aktiver Senioren- und Selbsthilfeorganisationen der Schweiz (Vasos).

## Werke
- Géographie de la Suisse. Aspects physiques et humains. Enseignement secondaire, 1ère année classique, scientifique et moderne-préprofessionnelle. 1978.